# 킹 오브 재즈
킹 오브 재즈(The King Of Jazz)는 미국에서 제작된 팰 페조스 감독의 1930년 애니메이션 영화이다. 폴 화이트만 등이 주연으로 출연하였고 칼 리믈 주니어 등이 제작에 참여하였다.
2013년, 이 영화는 미국 국립영화등기부의 보존물로 선정되었다.

## 출연

### 주연
- 폴 화이트만
- 존 볼즈

### 조연
- 로라 라 플랜트
- 지넷 로프
- 글렌 트라이언
- 슬림 서머빌
- 찰스 어윈
- 월터 브레넌
- 빙 크로스비
- 머나 케네디
- 찰스 머레이
- 조지 시드니
- 리처드 크롬웰
- 욜라 다브릴
- 마르시아 메이 존스
- 조엔 마쉬
- 세실리아 파커
- 르니 토레스
- 조 베누티

## 제작진
- 의상: 허먼 로시